# Uniwersytety WSB Merito
Uniwersytety WSB Merito (wcześniej Wyższe Szkoły Bankowe) – grupa prywatnych (niepublicznych) uczelni, którą tworzą Uniwersytety WSB Merito wraz z filiami oraz Uczelnia WSB Merito w Warszawie. Uczelnie kształcą w obszarach ekonomicznych, humanistycznych i technicznych i są największą grupą szkół biznesu w Polsce. Założycielem jest Centrum Rozwoju Szkół Wyższych TEB Akademia. WSB powstało 10 sierpnia 1994 roku, uruchamiając swój pierwszy kierunek studiów – „Finanse i Bankowość”. Uniwersytety WSB Merito obecnie prowadzi działalność edukacyjną w 11 miastach w Polsce. Oferują studia pierwszego stopnia (licencjackie oraz inżynierskie), studia drugiego stopnia (magisterskie, magisterskie wraz ze studiami podyplomowymi), jednolite studia magisterskie, studia podyplomowe, studia MBA i Executive MBA, studia trzeciego stopnia (doktoranckie) oraz kursy i szkolenia. Uniwersytet jest również ośrodkiem testów Educational Testing Service (ETS), umożliwiając zdawanie egzaminów i uzyskanie certyfikatów językowych TOEIC. Uniwersytety WSB Merito należą do najczęściej wybieranych uczelni w Polsce.
3 kwietnia 2023 roku wyższe szkoły bankowe zostały uniwersytetami i zmieniły swoją nazwę. Zmiana nazwy i kategorii – ze szkół wyższych na uniwersytety – nastąpiła w wyniku spełnienia przez uczelnie warunków formalnych wynikających z ustawy Prawo o szkolnictwie wyższym i nauce oraz dzięki zgodzie Ministra Edukacji i Nauki na użycie w nazwie uczelni wyrazu “uniwersytet”. Od tego momentu Wyższe Szkoły Bankowe to Uniwersytety WSB Merito wraz z filiami.

## Wydziały
Uniwersytety WSB Merito to 11 wydziałów:
- Wydział Finansów i Zarządzania w Bydgoszczy
(dziekan – dr hab. Ilona Walkowska, prof. WSB)[17]
- Wydział Zamiejscowy w Chorzowie
(dziekan – dr Krzysztof Koj)[18]
- Wydział Finansów i Zarządzania w Gdańsku
(dziekan – dr inż. Irena Bach-Dąbrowska)[19]
- Wydział Ekonomii i Zarządzania w Gdyni
(dziekan – prof. nadzw. dr hab. Artur Roland Kozłowski)[20]
- Wydział Studiów Stosowanych w Łodzi
(dziekan - dr Andrzej Marjański)[21]
- Wydział Ekonomiczny w Opolu
(dziekan – dr Katarzyna Mizera)[22]
- Wydział Finansów i Bankowości w Poznaniu
(dziekan – dr Roman Łosiński)[23]
- Wydział Ekonomiczny w Szczecinie
(dziekan – dr Rafał Koczkodaj)[24]
- Wydział Finansów i Zarządzania w Toruniu
(dziekan – dr Magdalena Nowak-Paralusz)[25]
- Wydział Przedsiębiorczości i Innowacyjności w Warszawie 
(dziekan - dr Agnieszka Nieznańska-Cwynar)[26]
- Wydział Finansów i Zarządzania we Wrocławiu
(dziekan – dr Tomasz Rólczyński)[27].

Wydziały te pogrupowane są w pięciu jednostkach dydaktycznych:
- WSB Merito Poznań, który obejmuje WSB Merito Chorzów i WSB Merito Szczecin – rektor: dr hab. Ryszard Sowiński, prof. WSB[23][18][24]
- WSB Merito Wrocław, który obejmuje WSB Merito Opole – rektor: prof. dr hab. inż. Jacek Mercik[27][22]
- WSB Merito Toruń, który obejmuje WSB Merito Bydgoszcz i WSB Merito Łódź – rektor: prof. zw. dr hab. Marek Jacek Stankiewicz[17][25][21]
- WSB Merito Gdańsk, który obejmuje WSB Merito Gdynia – rektor: prof. nadzw. dr hab. Jan Wiśniewski[19][20]
- WSB Merito Warszawa – rektor: dr Krzysztof Kandefer[26].

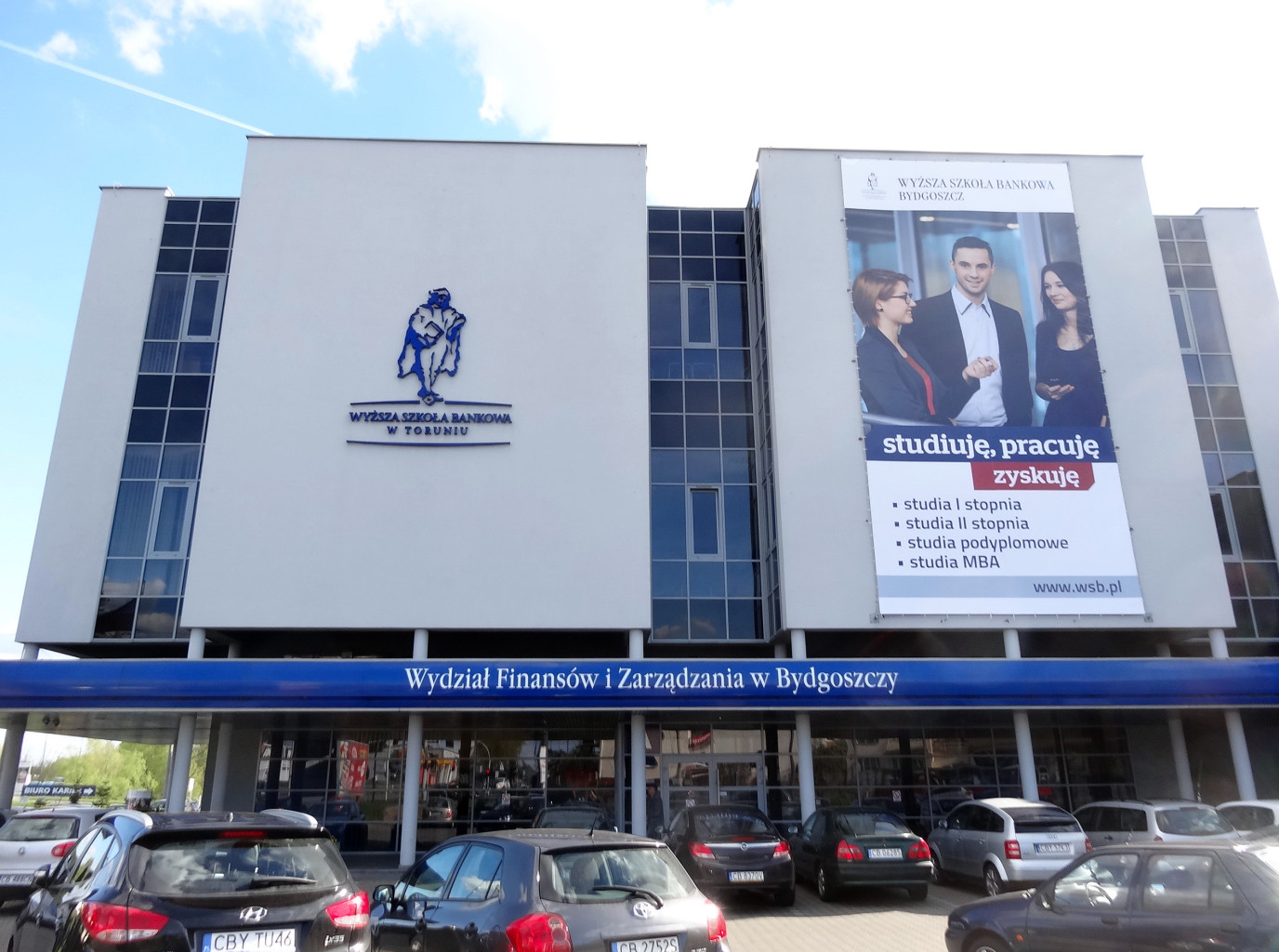
Wydział Finansów i Zarządzania w Bydgoszczy
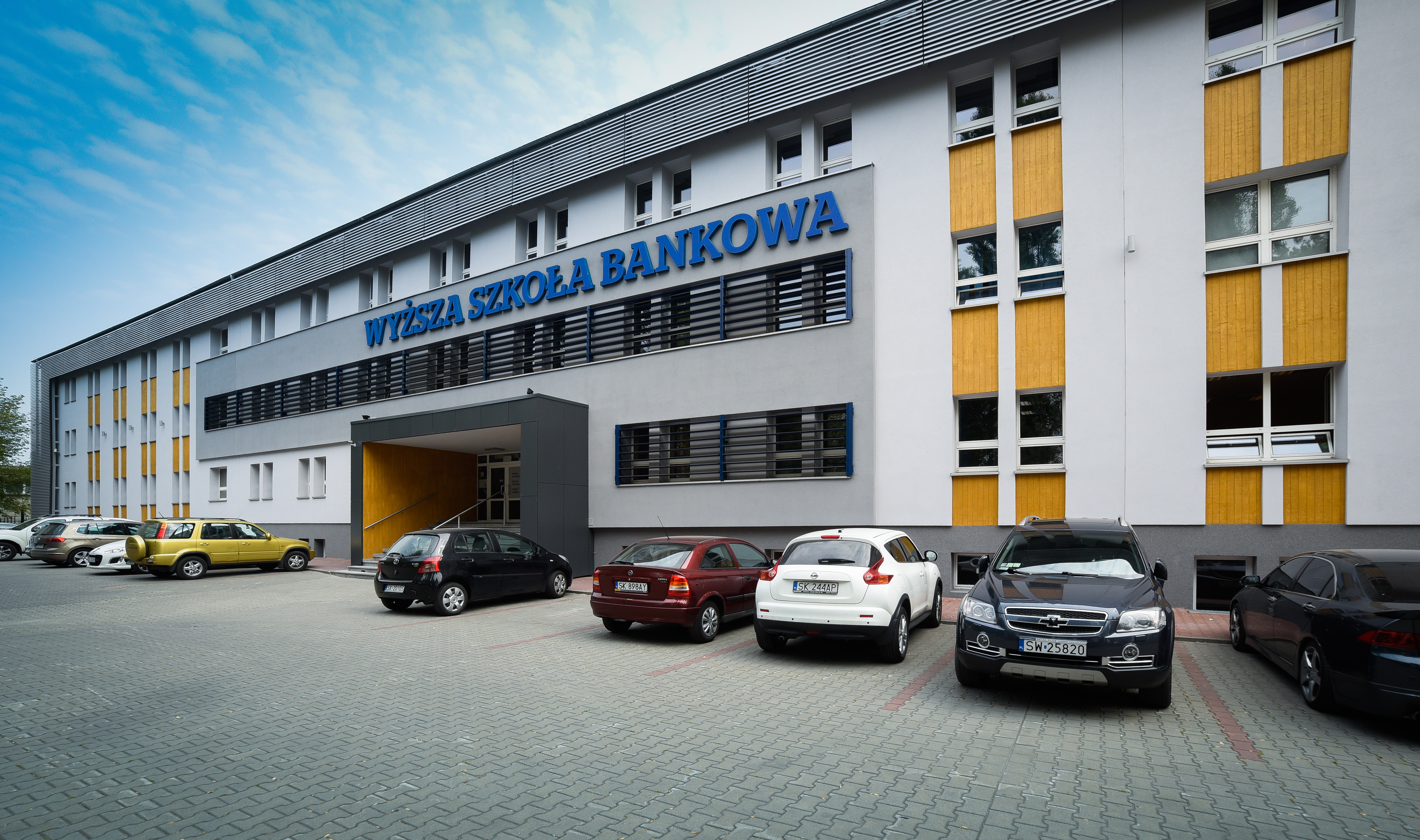
Wydział w Chorzowie
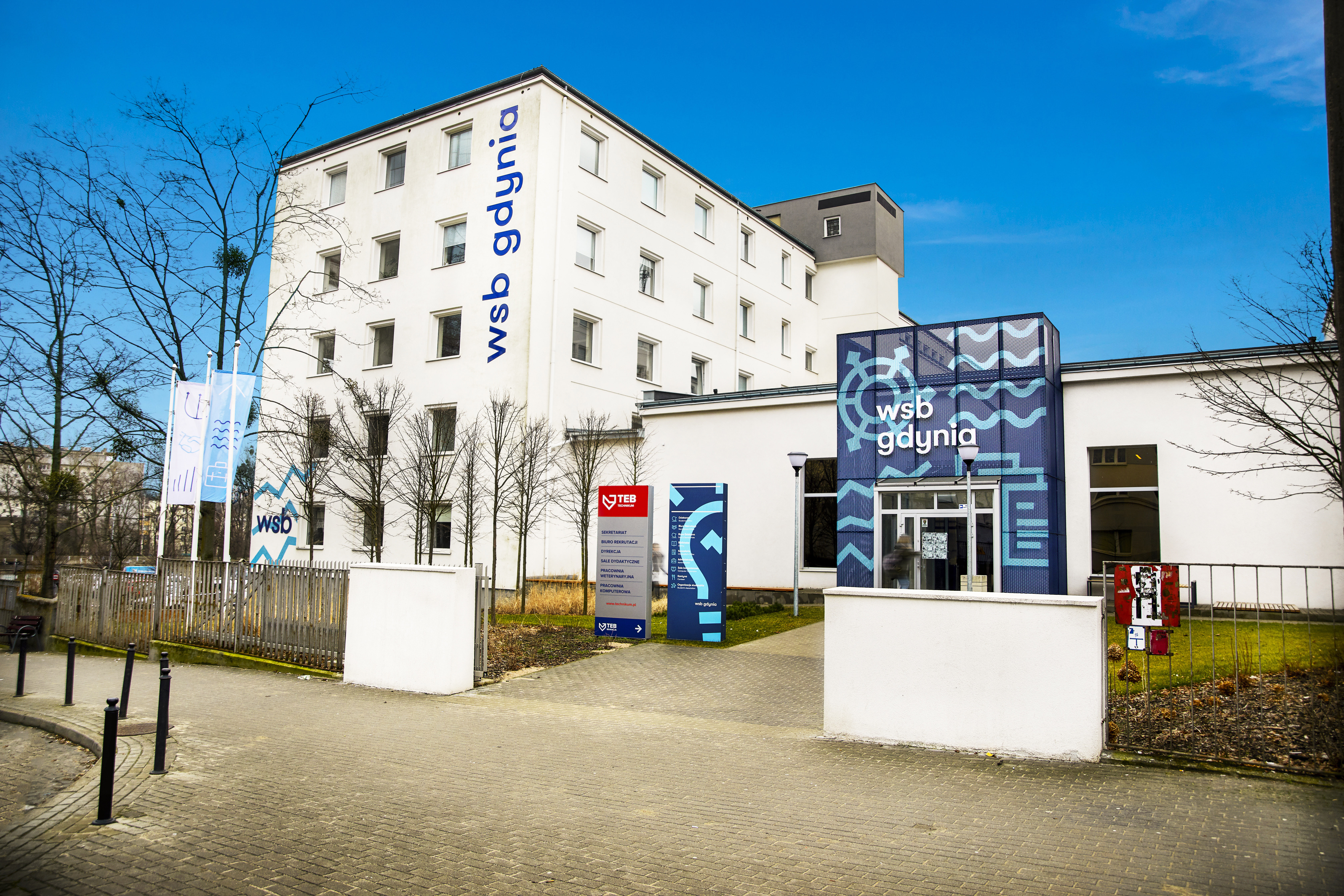
Wydział Ekonomii i Zarządzania w Gdyni
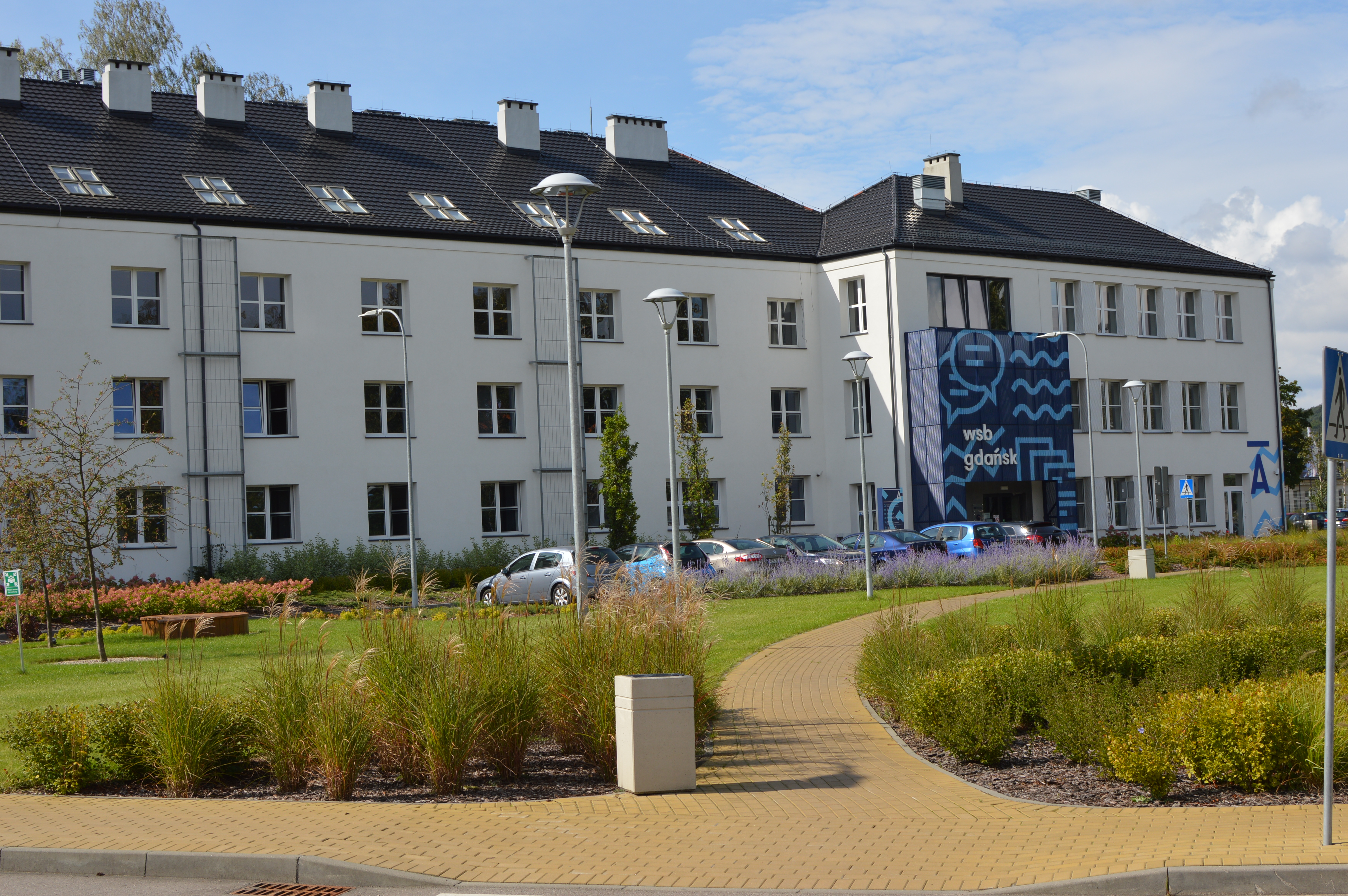
Wydział Finansów i Zarządzania w Gdańsku
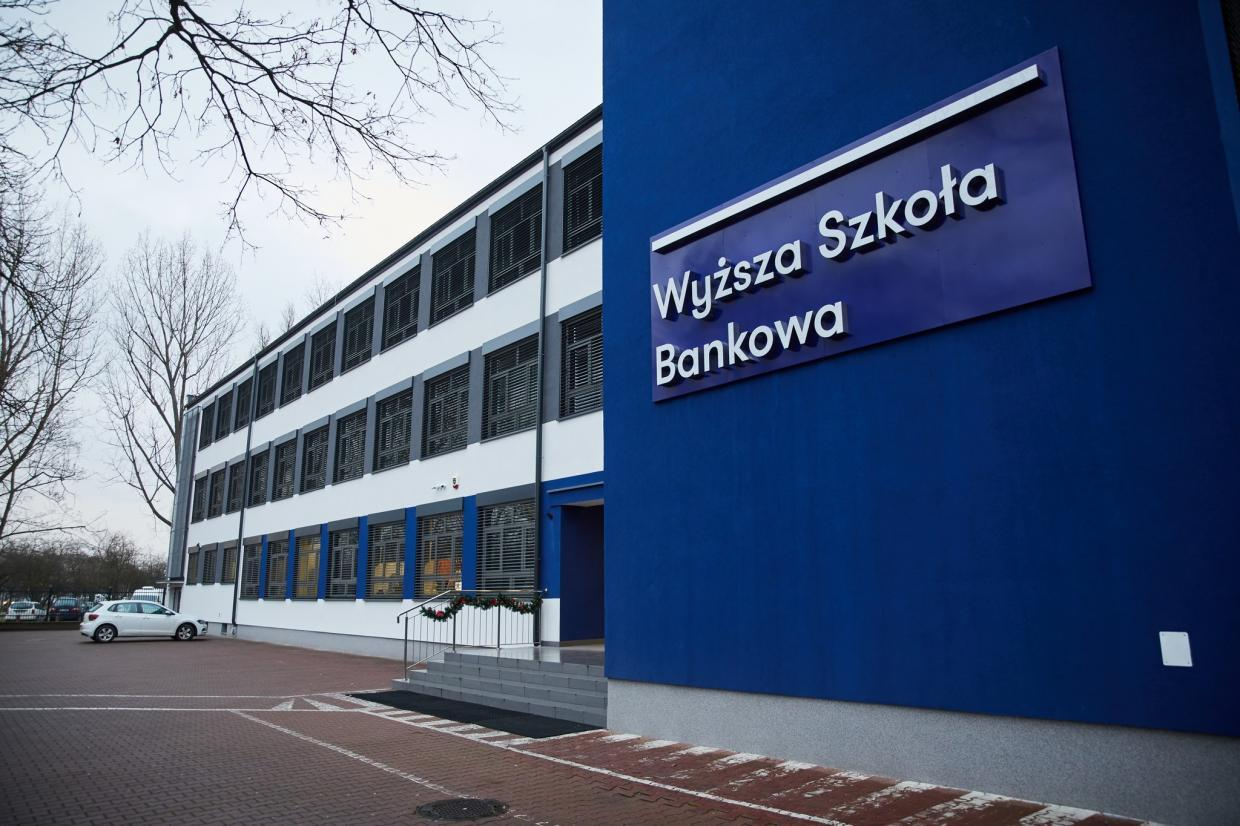
Wydział w Warszawie
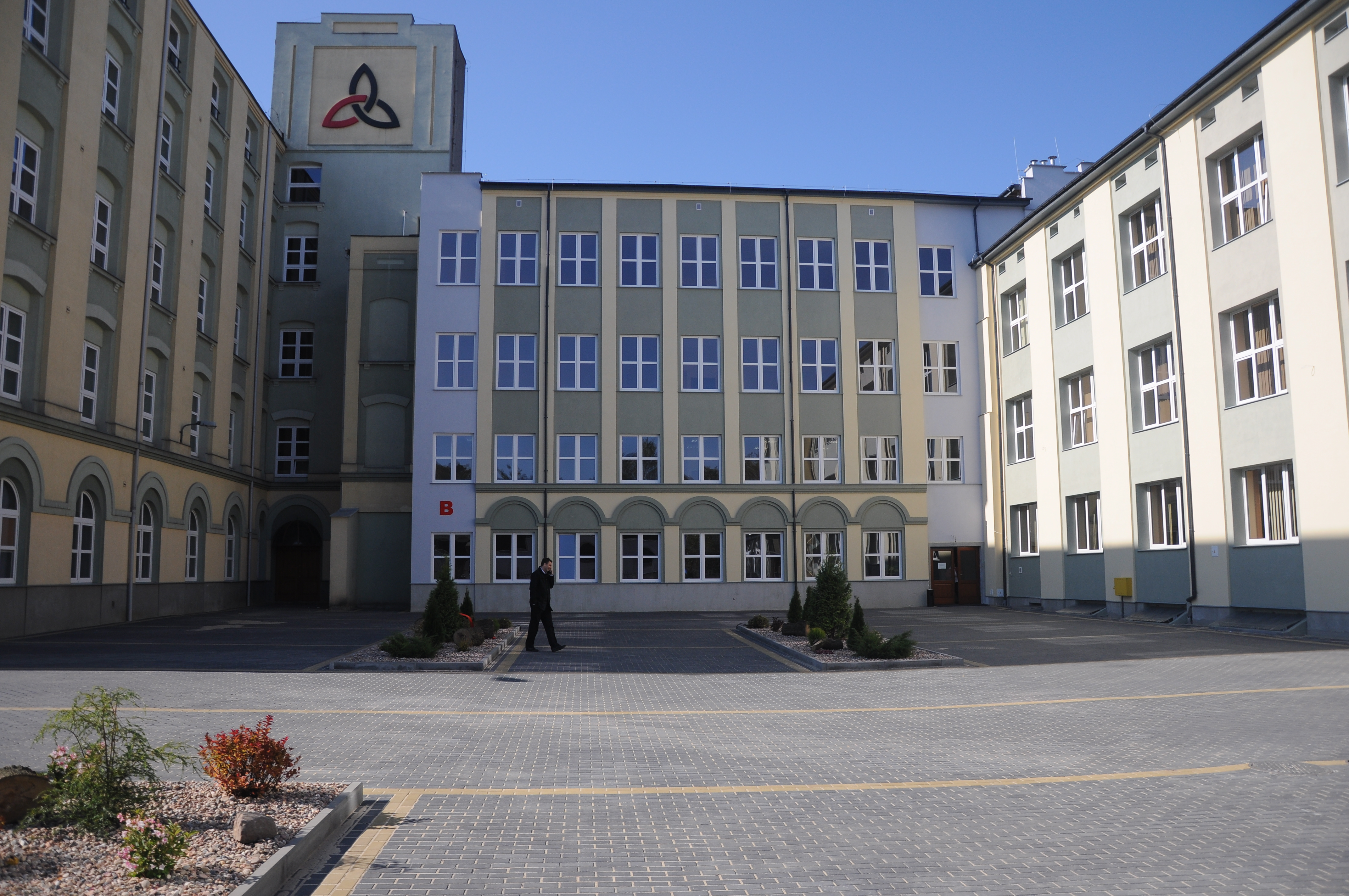
Wydział Studiów Stosowanych w Łodzi

## Kształcenie
- studia I stopnia (licencjackie)[28]:
  - Administracja (Bydgoszcz, Gdańsk, Poznań, Warszawa)
  - Administracja i bezpieczeństwo wewnętrzne (Opole)
  - Administracja publiczna (Chorzów/Katowice)
  - Bezpieczeństwo narodowe (Chorzów/Katowice)
  - Bezpieczeństwo w biznesie i administracji (Szczecin)
  - Bezpieczeństwo wewnętrzne (Bydgoszcz, Gdańsk, Gdynia, Poznań, Toruń, Warszawa, Wrocław)
  - Design w biznesie (Bydgoszcz, Łódź, Toruń)
  - Dietetyka (Gdańsk)
  - Ekonomia (Warszawa)
  - Film i media kreatywne (Gdynia)
  - Finanse i Rachunkowość (Bydgoszcz, Chorzów/Katowice, Gdańsk, Gdynia, Łódź, Opole, Poznań, Szczecin, Toruń, Warszawa, Wrocław)
  - Handel międzynarodowy (Poznań)
  - Informatyka (Chorzów/Katowice, Gdańsk, Gdynia, Poznań, Szczecin, Warszawa, Wrocław)
  - Informatyka w biznesie (Bydgoszcz, Toruń)
  - Inżynieria danych (Gdańsk)
  - Kosmetologia (Gdańsk)
  - Marketing i sprzedaż (Chorzów/Katowice, Szczecin)
  - Media i komunikacja w biznesie (Opole)
  - Multimedia i grafika komputerowa (Gdańsk)
  - Pedagogika (Bydgoszcz, Chorzów/Katowice, Gdańsk, Gdynia, Opole, Szczecin, Toruń, Warszawa)
  - Prawo w biznesie (Chorzów/Katowice, Gdańsk, Opole, Poznań, Toruń, Warszawa, Wrocław)
  - Psychologia w biznesie (Bydgoszcz, Chorzów/Katowice, Gdańsk, Gdynia, Poznań, Szczecin, Toruń, Warszawa)
  - Stosunki międzynarodowe (Gdańsk)
  - Turystyka (Bydgoszcz)
  - Turystyka i Rekreacja (Chorzów/Katowice, Gdańsk, Gdynia, Poznań, Szczecin, Toruń, Warszawa, Wrocław)
  - Zarządzanie (Bydgoszcz, Chorzów/Katowice, Gdańsk, Gdynia, Łódź, Opole, Poznań, Szczecin, Toruń, Warszawa, Wrocław)
- studia I stopnia w języku angielskim[28]:
  - Computer Science (Poznań)
  - Engineering Management (Bydgoszcz, Poznań)
  - Filologia (Gdańsk, Gdynia, Poznań, Wrocław)
  - International Trade (Poznań)
  - IT in Business (Bydgoszcz, Toruń)
  - Język angielski w biznesie (Chorzów/Katowice)
  - Management (Bydgoszcz, Poznań, Toruń)
  - Tourism and Recreation (Toruń)
- studia I stopnia (inżynierskie)[28]:
  - Informatyka (Chorzów/Katowice, Gdańsk, Gdynia, Poznań, Szczecin, Warszawa, Wrocław)
  - Informatyka w biznesie (Bydgoszcz, Toruń)
  - Inżynieria zarządzania (Bydgoszcz, Chorzów/Katowice, Gdańsk, Opole, Poznań, Szczecin, Toruń, Wrocław)
  - Logistyka (Bydgoszcz, Chorzów/Katowice, Gdańsk, Gdynia, Opole, Poznań, Szczecin, Toruń, Warszawa, Wrocław)

- jednolite studia magisterskie (5–letnie)[29]:
  - Pedagogika przedszkolna i wczesnoszkolna (Gdańsk, Gdynia, Szczecin, Toruń)
  - Prawo (Gdańsk, Poznań, Wrocław)
  - Psychologia (Bydgoszcz, Gdańsk, Toruń, Chorzów)

- studia II stopnia (magisterskie)[30]:
  - Administracja (Warszawa)
  - Bezpieczeństwo narodowe (Chorzów/Katowice)
  - Bezpieczeństwo wewnętrzne (Gdańsk)
  - Ekonomia (Warszawa)
  - Finanse i rachunkowość (Bydgoszcz, Chorzów/Katowice, Gdańsk, Opole, Poznań, Szczecin, Toruń, Warszawa, Wrocław)
  - Informatyka (Gdańsk, Poznań)
  - Informatyka w biznesie (Bydgoszcz, Toruń)
  - Inżynieria zarządzania (Bydgoszcz, Toruń)
  - Kierunek finansowo-prawny (Bydgoszcz)
  - Kierunek menedżersko-prawny (Toruń)
  - Logistyka (Bydgoszcz, Gdańsk, Poznań, Szczecin, Toruń, Warszawa, Wrocław)
  - Logistyka - studia magisterskie-inżynierskie (Bydgoszcz)
  - Pedagogika (Bydgoszcz, Chorzów/Katowice, Gdańsk, Opole, Szczecin, Toruń, Warszawa)
  - Psychologia w biznesie (Poznań)
  - Turystyka (Toruń)
  - Turystyka i rekreacja (Gdańsk, Poznań, Wrocław)
  - Zarządzanie (Bydgoszcz, Chorzów/Katowice, Gdańsk, Gdynia, Opole, Poznań, Szczecin, Warszawa, Wrocław)
  - Zarządzanie online (Chorzów/Katowice, Opole, Poznań, Szczecin)

- studia II stopnia w języku angielskim[30]:
  - Business Management (Poznań)
  - IT in Business (Toruń)
  - Logistics (Bydgoszcz, Toruń)
  - Management (Bydgoszcz)
  - Management and Law (Toruń)
  - Zarządzanie - ścieżka anglojęzyczna (Szczecin)
- studia II stopnia z podyplomowymi[31]:
  - Administracja (Warszawa)
  - Bezpieczeństwo narodowe (Chorzów/Katowice)
  - Bezpieczeństwo wewnętrzne (Gdańsk)
  - Ekonomia (Warszawa)
  - Finanse i rachunkowość (Bydgoszcz, Chorzów/Katowice, Gdańsk, Poznań, Szczecin, Toruń, Wrocław)
  - Informatyka w biznesie (Bydgoszcz, Toruń)
  - Inżynieria zarządzania (Bydgoszcz, Toruń)
  - Kierunek finansowo-prawy (Bydgoszcz)
  - Kierunek menedżersko-prawny (Toruń)
  - Logistyka (Bydgoszcz, Gdańsk, Szczecin, Wrocław)
  - Pedagogika (Bydgoszcz, Opole, Toruń)
  - Turystyka (Toruń)
  - Zarządzanie (Bydgoszcz, Chorzów/Katowice, Gdańsk, Gdynia, Opole, Poznań, Szczecin, Wrocław)
  - Zarządzanie online (Chorzów/Katowice, Poznań, Szczecin)

- studia II stopnia dla inżynierów (dla uzyskania tytułu magister inżynier)[30]:
  - Zarządzanie dla inżynierów (Chorzów/Katowice, Gdańsk, Poznań, Szczecin)

- studia podyplomowe – ponad 650 kierunków studiów podyplomowych[32]
- studia MBA - studia dla kadry menedżerskiej[33]:
  - Bydgoszcz: Master of Business Administration
  - Chorzów: Master of Business Administration, 2 specjalności do wyboru: zarządzanie w biznesie międzynarodowym oraz Project Management
  - Gdańsk: Master of Business Administration, MBA Leadership
  - Opole: Master of Business Administration
  - Poznań: Executive MBA, Master of Business Administration
  - Szczecin: Master of Business Administration
  - Toruń: Master of Business Administration
  - Wrocław: Franklin University MBA, Master of Business Administration, Executive MBA - Project Management, Executive MBA - Business Trends
- studia III stopnia (studia doktoranckie)[34][35][36]:
  - WSB Merito w Poznaniu - uprawnienia do nadawania stopnia doktora nauk ekonomicznych w dyscyplinie ekonomia
  - WSB Merito w Gdańsku - uprawnienia do nadawania stopnia doktora nauk ekonomicznych w dyscyplinie nauk o zarządzaniu
  - WSB Merito we Wrocławiu - uprawnienia do nadawania stopnia doktora nauk ekonomicznych w dyscyplinie ekonomia

Uniwersytety WSB Merito oferują również specjalności i kierunki dofinansowane ze środków Unii Europejskiej:
- Studia I stopnia dofinansowane w WSB w Bydgoszczy[37], Szczecinie[38], Toruniu i Warszawie[39]
- Studia II stopnia dofinansowane w WSB w Bydgoszczy[40], Poznaniu[41], Toruniu[42], i Warszawie[43]

## Rankingi
W 2019 roku magazyn "Perspektywy" przygotował ranking uczelni niepublicznych w Polsce.
Wyniki Wyższych Szkół Bankowych przedstawiały się następująco:
- Wyższa Szkoła Bankowa w Poznaniu - 14 miejsce,
- Wyższa Szkoła Bankowa w Gdańsku - 23 miejsce,
- Wyższa Szkoła Bankowa we Wrocławiu - 26 miejsce,
- Wyższa Szkoła Bankowa w Toruniu - 30 miejsce.

Wyniki rekrutacji MNiSW 2019/2020:
W opublikowanej przez Ministerstwo Nauki i Szkolnictwa Wyższego informacji o wynikach rekrutacji na rok akademicki 2019/2020 Wyższa Szkoła Bankowa w Poznaniu zajęła pierwszą pozycję jako najczęściej wybierana uczelnia niepubliczna w kraju, natomiast Wyższe Szkoły Bankowe w Gdańsku, Toruniu i Wrocławiu zostały wskazane jako najpopularniejsze w swoich regionach. Wyższa Szkoła Bankowa w Warszawie trafiła do dziesiątki najczęściej wybieranych uczelni niepublicznych na studiach niestacjonarnych.
W rankingu Najlepsze programy MBA w Polsce 2016, WSB w Poznaniu z programem Aalto Executive MBA uplasowało się na 8 miejscu w Polsce, WSB we Wrocławiu z programem Franklin University MBA (FUMBA) programme uplasowało się na 9 miejscu w Polsce i WSB w Gdańsku na 14 miejscu, WSB w Toruniu na 20 miejscu.
WSB było notowane w różnych rankingach tygodnika Wprost. W ogólnym rankingu szkół wyższych 2015, WSB w Poznaniu uplasowało się na 19 miejscu w Polsce, zajmując miejsce pomiędzy SWPS Uniwersytetem Humanistycznospołecznym w Warszawie a Uniwersytetem im. Adama Mickiewicza w Poznaniu. Wśród 10 niepublicznych szkół wyższych najbardziej cenionych przez pracodawców, WSB w Poznaniu uplasowało się na 3 miejscu. Wśród uczelni oferujących kierunki ekonomia, finanse i rachunkowość, WSB w Poznaniu uplasowało się na 8 miejscu w Polsce. Na tym samym miejscu uplasowała się w rankingu kierunków zarządzanie i marketing.
Wyższe Szkoły Bankowe należą do najczęściej wybieranych uczelni w Polsce. Według danych Ministerstwa Nauki i Szkolnictwa Wyższego, wśród uczelni niepublicznych najczęściej wybieranych przez kandydatów w 2016/2017 roku – według ogólnej liczby zgłoszeń kandydatów na studia pierwszego stopnia i jednolite studia magisterskie – stacjonarne, WSB – wydział w Gdańsku zajął 8 miejsce, natomiast WSB – wydział we Wrocławiu zajął 9 miejsce w Polsce. W przypadku studiów niestacjonarnych (zaoczne / wieczorowe), WSB – wydział w Poznaniu, Wrocławiu i Gdańsku zajął odpowiednio 2, 3, i 4 miejsce, oraz wydział w Toruniu – 7 miejsce w Polsce.